# 보베이신로즈힐
보베이신로즈힐(Beau-Bassin Rose-Hill)는 모리셔스 플랭윌렐름 구에 위치한 도시이다. 2015년 인구조사에 따르면 이 도시의 인구 수는 104,610명이다. 모리셔스에서 3번째로 큰 도시이다.

## 교외
보베이신로즈힐시는 각기 다른 지역으로 나뉜다.
- Beau-Bassin
- Camp-Levieux
- Coromandel
- Lower Beau-Bassin
- Mont-Roches
- Roches-Brunes
- Rose-Hill
- Stanley
- Trèfles
- Barkly